# Mercato pubblico
Un mercato pubblico è un sistema di regolazione delle transazioni organizzato da un ente pubblico, ad esempio lo Stato o una sua partecipata.
Questo è stato ad esempio il caso dell'Italia fino al 1997: la società che gestiva la Borsa era di proprietà del Ministero del tesoro.
Un mercato pubblico si contrappone concetto di mercato privato.